# Rinus Schaap

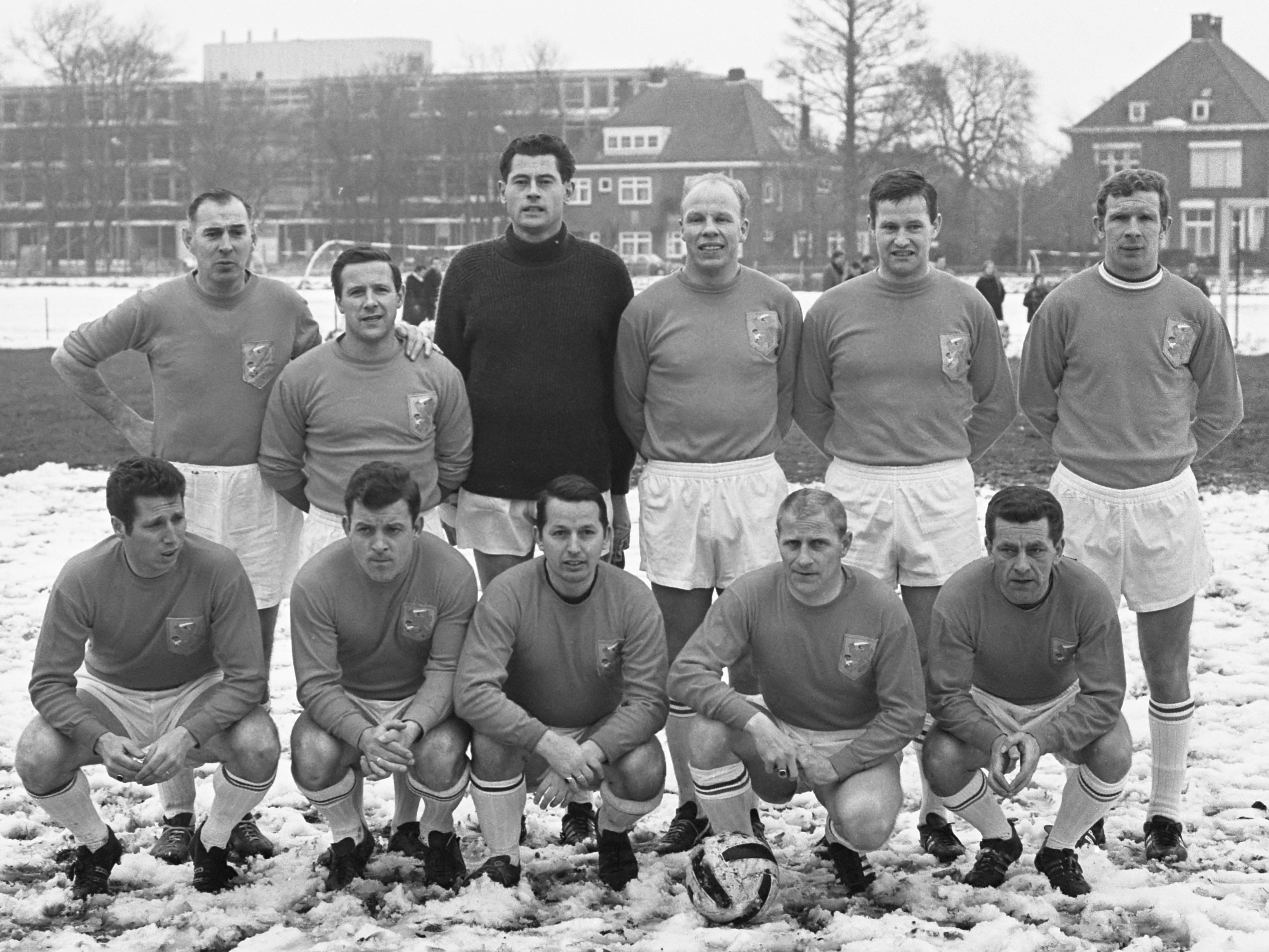
Marinus „Rinus“ Schaap (stehend ganz links) 1969

Marinus „Rinus“ Schaap (* 22. Februar 1922 in Hilversum; † 5. Juni 2006, ebenda) war ein niederländischer Fußballspieler.

## Vereinskarriere
Der Mittelfeldspieler war bei der Hilversumse Voetbal en Atletiek Vereniging DONAR und von 1947 bis 1950 bei ’t Gooi Hilversum aktiv. Wie viele seiner Generation ging er später ins Ausland, da in den Niederlanden noch kein Profifußball eingeführt worden war. Er spielte von 1950 bis Ende 1952 in Frankreich für den Zweitdivisionär FC Toulouse und von Anfang 1953 bis 1954 anderthalb Jahre für den Racing Club de Paris, davon die Rückrunde 1952/53 in der Division 1. Insgesamt brachte Schaap es dort auf 12 Erst- und 49 Zweitligaeinsätze, wobei er in der D2 auch sechs Treffer erzielte. Nach seiner Zeit in Frankreich trat er in den Niederlanden zunächst für zwei Spielzeiten erneut für ’t Gooi Hilversum und in der Saison 1958/59 für den Sportclub Enschede an.

## Nationalmannschaft
13-mal spielte er für die niederländische Nationalmannschaft. Sein Debüt in Oranje gab er am 18. April 1948 im Rotterdamer De Kuip gegen Belgien. Sein einziges Tor für die Elftal erzielte er am 16. Juni 1948 beim 4:1-Sieg in Helsinki gegen Finnland zum 0:2 in der 57. Minute; anschließend gehörte er dem Kader der Niederländer bei den Olympischen Spielen an, kam jedoch in keinem der zwei Spiele zum Einsatz. Bis Ende 1949 spielte er fünfmal für die Niederlande, ehe er als Profi – in diesen Jahren als „Todsünde“ angesehen – vom KNVB geächtet wurde und erst 1955 sein Comeback gab, als auch in den Niederlanden der Profifußball eingeführt wurde. Seinen letzten Einsatz in der Nationalelf hatte er am 14. Oktober 1956 in Antwerpen, erneut in einem Spiel gegen Belgien.
Im März 1953 war Schaap Spieler der Auswahl von im Ausland spielenden niederländischen Profis, die am 12. März im Pariser Parc des Princes im Watersnoodwedstrijd zu Gunsten der Opfer der Flutkatastrophe von 1953 gegen die französische Nationalmannschaft spielte. Vor 38.000 Zuschauern gewannen die Niederländer mit 2:1.

## Nach der aktiven Zeit
Nach der Laufbahn als Fußballer ging Schaap zurück in seine Heimatstadt Hilversum, in der er mit 84 Jahren nach kurzer Krankheit starb.
Die Gemeinde Hilversum verleiht seit 1991 jährlich den Rinus Schaap Prijs an einen Einwohner, der sich ehrenamtlich um den Sport verdient gemacht hat.